# Liga Nacional de Controle de Natalidade

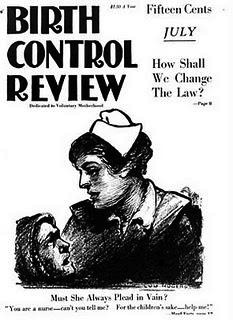
Capa da Birth Control Review, edição de julho de 1919: "Como devemos mudar a lei?", "Ela sempre deve implorar em vão?" Você é uma enfermeira - você pode me dizer? Pelo bem das crianças - me ajude!"

A Liga Nacional de Controle de Natalidade foi uma organização dos Estados Unidos fundada no início do século XX para promover a educação e o uso do controle de natalidade. Foi fundada em 1915 por Mary Dennett, Jesse Ashley e Clara Gruening Stillman, enquanto Margaret Sanger estava na Europa, para melhorar a educação sobre controle de natalidade e prevenir a aprovação de leis que proibissem a disseminação de informações sobre controle de natalidade. A organização publicou materiais literários sobre o assunto, redigiu legislações federais e realizou conferências em sua sede, na Quinta Avenida. Suas atividades foram publicadas no Birth Control Review.
Um comitê foi formado por cem mulheres para apoiar o trabalho de ativismo de controle de natalidade de Sanger. No geral, a organização foi mais sutil que a abordagem de Sanger, focando grande parte de suas atividades para indivíduos conservadores e ricos. Também evitou a adesão de extremistas, como Emma Goldman, e particularmente procurou destacar os aspectos "científicos" do controle de natalidade em uma época em que o tópico era considerado obsceno. Em 24 estados, os pais não podiam discutir contracepção com os filhos casados.
Em 1919, Mary Dennett tentou aprovar uma lei de controle de natalidade na legislatura de Nova Iorque, mas não obteve sucesso. Como resultado, a Liga Nacional de Controle de Natalidade foi desmantelada. Dennett imediatamente formou uma nova organização, a Liga da Paternidade Voluntária. Seu único objetivo era revisar a legislação federal centrada na obscenidade para excluir o controle de natalidade, em vez de abordar a questão em cada estado dos Estados Unidos.
O sucessor da organização foi a Liga Americana de Controle de Natalidade, fundada por Margaret Sanger, "para esclarecer e educar todas as seções do público americano nos vários aspectos dos perigos da procriação descontrolada e da necessidade imperiosa de um programa mundial de controle de natalidade." A Liga Americana de Controle de Natalidade tornou-se mais tarde a Paternidade Planejada.

## Nota
- Este artigo foi inicialmente traduzido, total ou parcialmente, do artigo da Wikipédia em inglês cujo título é «National Birth Control League», especificamente desta versão.